# Nikolaus Moll (Bildhauer)
Nikolaus Moll (* 5. März 1676 in Blumenegg, Vorarlberg; † 20. April 1754 in Innsbruck) war ein österreichischer Barockbildhauer.

## Leben
Nikolaus Moll war ein Schüler von Balthasar Permoser in Salzburg. Durch die Heirat mit der Innsbrucker Bürgerstochter Anna Maria Fries (1681–1768) im Jahr 1708 erlangte er das Innsbrucker Bürgerrecht und durfte in der Stadt eine Werkstatt eröffnen. In der Folge war er als Bildschnitzer in Innsbruck unter anderem für den Hof und die Tiroler Landstände tätig. Zu seinen Hauptwerken zählen die Kanzel im Dom zu St. Jakob (1723–25) und die Statuen der Landesfürsten im Sitzungssaal des Alten Landhauses (1725/30).
Moll hatte neun Kinder, die Söhne Johann Nikolaus (* 1709), Balthasar Ferdinand (1717–1785) und Anton Cassian (* 1722) wurden ebenfalls Bildhauer.

## Werke

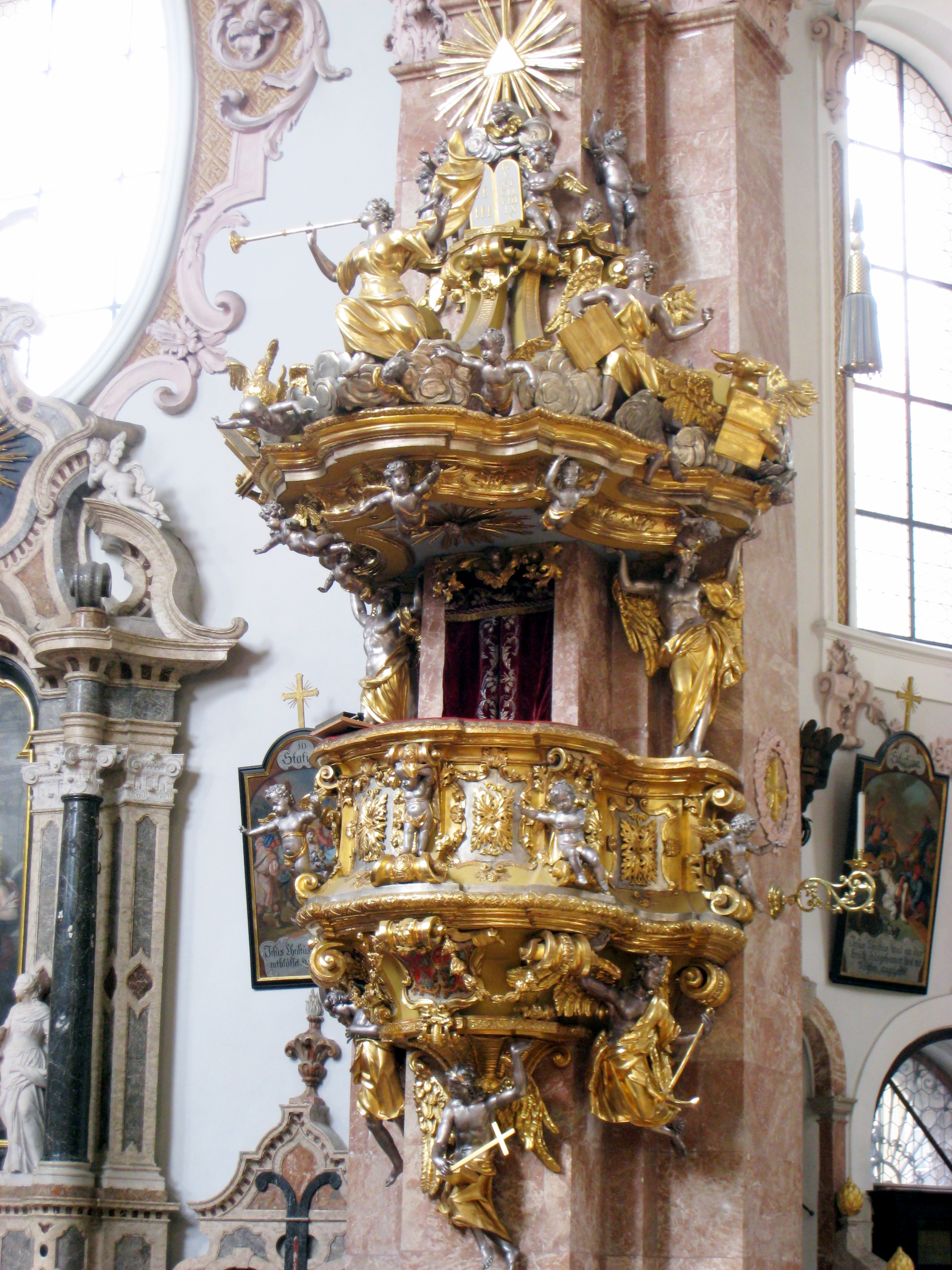
Die Kanzel im Innsbrucker Dom

- Kolossalfiguren der Riesen Haymon und Thyrsus neben dem Portal der Stiftskirche Wilten, 1716–1719[1]
- Kanzel und Orgelprospekt der Stadtpfarrkirche, heute Dom zu St. Jakob, Innsbruck, 1723–1725[4]
- Altarfiguren Josef und Johannes Evangelist über den Opfergangsportalen in der Pfarrkirche Birgitz, 1726
- Statuen der Landesfürsten im Sitzungssaal, Statuen der Artemis und des Apollon sowie Prunkvasen im Treppenhaus des Alten Landhauses, 1728–1732[5]
- Altarplastiken der hll. Vigilius und Kassian in der Landhauskapelle St. Georg, um 1730[6][5]
- Altarfiguren, Pfarrkirche Axams, um 1735[7]